# Notodromas monacha
Notodromas monacha är en kräftdjursart som först beskrevs av Otto Friedrich Müller 1776.  Notodromas monacha ingår i släktet Notodromas och familjen Notodromadidae. Inga underarter finns listade i Catalogue of Life.